# Suruhwadang
Suruhwadang is een bestuurslaag in het regentschap Blitar van de provincie Oost-Java, Indonesië. Suruhwadang telt 4748 inwoners (volkstelling 2010).